# Pawłohrad I
Pawłohrad I (ukr: Станція Павлоград I) – stacja kolejowa w Nikopolu, w obwodzie dniepropetrowskim, na Ukrainie. Jest częścią administracji Kolei Naddnieprzańskiej. Ważny węzeł kolejowy na liniach Łozowa – Synelnykowe i Nowomoskowsk – Pokrowsk.
W 2012 stacja została przebudowana.

## Linie kolejowe
- Linia Łozowa – Synelnykowe
- Linia Nowomoskowsk – Pokrowsk